# Podatek Religi
Podatek Religi (także: haracz Religi) – nieformalne określenie opłaty (podatku) w formie ryczałtu jaką ubezpieczyciele musieli co miesiąc wnosić do Narodowego Funduszu Zdrowia w wysokości 12 proc. od każdej obowiązkowej składki wykupionej obowiązkowego ubezpieczenia komunikacyjnego OC (odpowiedzialności cywilnej), płaconego przez kierowców pojazdów.
Podatek został zaproponowany przez profesora Zbigniewa Religę, ówczesnego ministra zdrowia w rządzie Jarosława Kaczyńskiego i był wprowadzony w życie w formie ustawy uchwalonej 29 czerwca 2007 r. i podpisanej 17 lipca 2007 r. przez prezydenta Lecha Kaczyńskiego, obowiązującej od 1 października 2007 roku do końca grudnia 2008 roku.
Podatek był przeznaczony na finansowanie kosztów leczenie ofiar wypadków drogowych. Został zniesiony w 2008 roku ustawą (Dz.U. z 2008 r. nr 225, poz. 1486).

## Krytyka
Podatek był oprotestowany przez ubezpieczycieli i ostro krytykowany przez Platformę Obywatelską (twierdzącą, że jest on niezgodny z konstytucją), a także przez Ewę Kopacz i Polską Izbę Ubezpieczeń.
PO zaskarżyła "podatek Religi" do Trybunału Konstytucyjnego. Również wniosek w tej sprawie złożyła Polska Konfederacja Pracodawców Prywatnych Lewiatan.